# Cantón de Beaumont-sur-Sarthe
El cantón de Beaumont-sur-Sarthe era una división administrativa francesa, que estaba situada en el departamento de Sarthe y la región de Países del Loira.

## Composición
El cantón estaba formado por quince comunas:
- Assé-le-Riboul
- Beaumont-sur-Sarthe
- Cherancé
- Coulombiers
- Doucelles
- Juillé
- Le Tronchet
- Maresché
- Piacé
- Saint-Christophe-du-Jambet
- Saint-Germain-sur-Sarthe
- Saint-Marceau
- Ségrie
- Vernie
- Vivoin

## Supresión del cantón de Beaumont-sur-Sarthe
En aplicación del Decreto nº 2014-234 de 24 de febrero de 2014, el cantón de Beaumont-sur-Sarthe fue suprimido el 22 de marzo de 2015 y sus 15 comunas pasaron a formar parte del nuevo cantón de Sillé-le-Guillaume.